# László Bogács
László Bogács – węgierski bokser, złoty medalista Mistrzostw Europy z roku 1947, czterokrotny mistrz Węgier.

## Kariera
W ćwierćfinale Mistrzostw Europy w Dublinie pokonał Irlandczyka Davida O’Connella. W półfinale pokonał na punkty Anglika Alberta Sandersona, awansując do finału kategorii koguciej. W finale pokonał walkowerem Bertila Ahlina, który nie przystąpił do pojedynku.
W roku 1941, 1942, 1944, 1945 zdobywał mistrzostwo Węgier w kategorii koguciej.